# Eupolybothrus fasciatus
Eupolybothrus fasciatus är en mångfotingart som först beskrevs av Newport 1845.  Eupolybothrus fasciatus ingår i släktet Eupolybothrus och familjen stenkrypare. Inga underarter finns listade i Catalogue of Life.